# Morris Motors
Morris Motors Limited var en britisk producent af køretøjer, der blev grundlagt i 1919 for at overtage William Morris' produktion af køretøjer. I 1926 fremstillede Morris Motors 42% af alle biler i Storbritannien. Virksomhedens succes skyldtes William Morris' forretningsmodel med at købe langt de fleste af bilernes dele og herefter samle dem på virksomhedens fabrik.
Morris udviklede den nyskabende Morris Minor, der blev sendt på markedet i 1948. I 1952 blev Morris Motors fusioneret med ærkerivalen Austin Motor Company og blev en del af British Motor Corporation (BMC). På trods af det fælles ejerskab fortsatte de to virksomheder som rivaler med hver deres produktion, salg og markedsføring, også selv om de forholdsvis hurtigt fremstillede de samme modeller, blot under hver sit navn. Under BMC's ejerskab introducerede Morris i 1959 den nyskabende Morris Mini (solgt i Danmark som Morris Mascot), der med 5,3 millioner solgte eksemplarer blev en af de mest populære britiske biler nogensinde, indtil produktionen ophørte i 2000.
BMC blev i 1968 under navnet British Motor Holdings fusioneret med Leyland og dannede British Leyland, der fortsat anvendte Morris som et selvstændigt brand og med selvstændig produktion på fabrikken i Cowley i Oxford. British Leyland benyttede Morris-navnet indtil 1984, hvor navnet blev udfaset til fordel for det mere populære Austin og det mere prestigefyldte Rover.
Da BMW i 2001 købte resterne af British Leyland, overtog BMW dele af fabriksanlægget i Cowley, hvor der i dag fremstilles bilen MINI, en bil hvis ydre er inspireret af en af Morris' største succeser, Morris Mini.
Varemærket Morris ejes i dag af kinesiske SAIC Motor.
I 2019 blev offentliggjort, at et britisk selskab, Morris Commercial, ville producere en ny elektrisk varebil, The Morris Commercial JE, baseret på et af Morris' ikoniske designs fra 1940'erne. Varebilen forventes at blive sendt på markedet i 2023.

## Historie

### Grundlæggelse og tiden indtil 2. verdenskrig
Virksomheden blev oprindeligt grundlagt i 1910 af William R. Morris som "Morris Garage". I oktober 1912 skiftede virksomheden navn til WRM Motors Ltd. og begyndte at samle biler på grundlag af komponenter indkøbt af William Morris. Den første bil under mærket Morris blev samlet i 1913 på en nyoprettet fabrik i Cowley i Oxford, Morris Oxford "Bullnose". I juli 1919 blev WRM Motors Ltd. opløst for at komme ud af to byrdefulde kontrakter, og virksomheden blev overtaget af Morris Motors Ltd., også ejet af William Morris.
Morris fortsatte produktionen af personbiler under 1. verdenskrig. Efter krigen voksede virksomheden kraftigt og overtog i 1924 Fords position som den største bilproducent i Storbritannien. Morris Motors opnåede betydelige overskud og opkøbte flere af underleverandørerne til Morris, ligesom virksomheden anvendte moderne og effektive produktionsteknikker, bl.a. samlebåndsproduktion. I 1924 blev MG grundlagt af den tidligere leder af Morris Garage Cecil Kimber, der fremstillede sportsudgaver af Morris' biler. MG var en succes, og kort efter etablererede William Morris en selvstændig MG-fabrik syd for Oxford i Abingdon.
William Morris etablerede i 1926 The Pressed Steel Company of Great Britain Limited i et joint venture med amerikanske Budd Corporation. Pressed Steel fremstillede karrosserier af stål og åbnede en fabrik på den anden side af gaden overfor Morris' fabrik i Cowley.
I 1928 gik Morris Motors ind i markedet for små og mindre biler med den af Leonard Lord konstruerede Morris Minor. Skiftet til små modeller hjalp Morris igennem depressionen, der satte ind i 1930'erne. Leonard Lord blev i 1932 direktør for Morris Motors Limited og moderniserede fabrikkerne og gjorde fabrikken i Cowley til den største integrerede bilproduktionslinje i Europa. William Morris og Leonard Lord blev imidlertid uenige, og Lord forlod i vrede Morris for i stedet at skifte til rivalen Austin. William Morris' og Leonard Lords veje krydsede senere, da Morris fusionerede med Austin og dannede BMC, hvis første bestyrelsesformand var Morris (nu Lord Nuffield) med Lord som direktør. Lord efterfulgte Morris som bestyrelsesformand.
I 1935 købte Morris Motors MG og Wolseley Motors Limited af William Morris. og året efter købte Morris Motors varebilproducenten Morris Commercial Cars Limited af William Morris, og i 1938 købte Morris Motors Riley af William Morris for £100. 

## Galleri
- Morris Minor MM introduceret i 1948
- Morris Minor 1000
- Morris Six
2215 cc
- Morris Oxford Series III, introduceret i 1955-56, blev kun produceret kortvarigt i Storbritannien, men blev fremstillet på licens i Indien som Hindustan Ambassador af Hindustan Motors helt frem til 2014
- Morris Mini introduceret i 1959 satte nye standarder for mini-biler og forblev i produktion frem til 2000
- Morris Marina blev introduceret under British Leylands ejerskab af Morris